# Charles J. Merfield

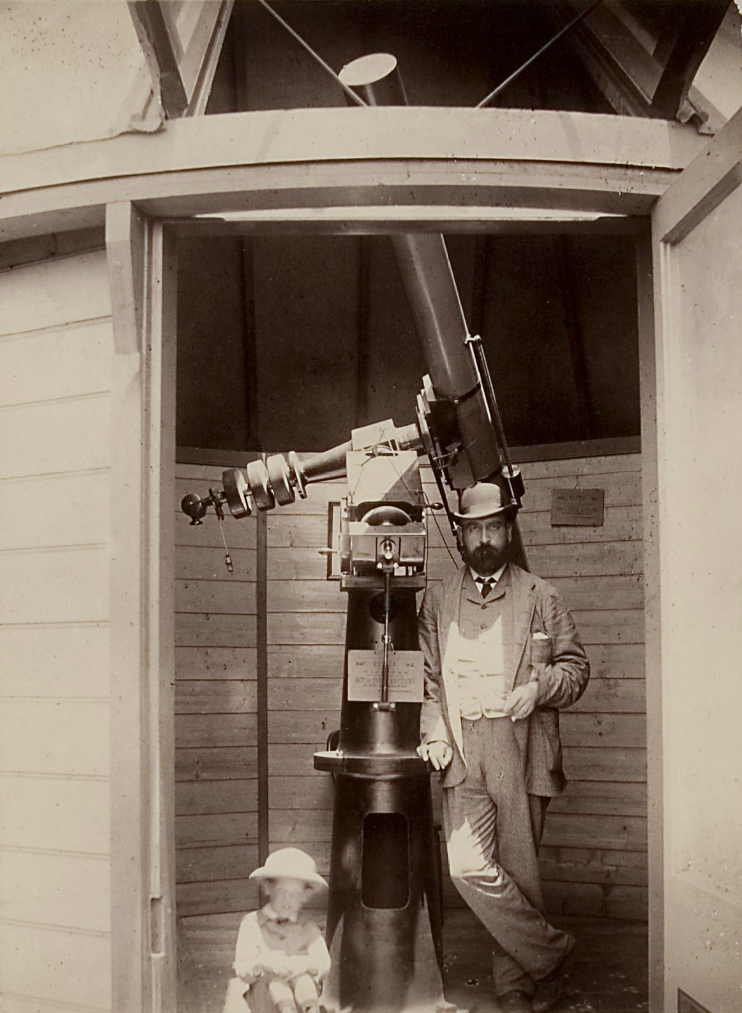
Charles J. Merfield in seiner privaten Sternwarte, um 1900

Charles James Merfield (* 28. April 1866 in Ararat (Victoria), Australien; † 23. Januar 1931 in Ballarat (Victoria), Australien) war ein australischer Ingenieur und Astronom.

## Herkunft, Familie und Beruf
Merfield stammte aus Ararat in der Nähe des Ortes Stawell (Victoria) in Australien. Nach seiner Schulzeit auf der Stawell Grammar School spezialisierte er sich auf den Gebieten Mathematik, Vermessungs- und Bauingenieurwesen. Er war für einige Jahre im öffentlichen Dienst und konstruierte neue Eisenbahnlinien in dem zu dieser Zeit unberührten Gebiet des Staates Victoria.
Seit 1892 war er verheiratet mit Margaret Ada Bradley und hatte zwei Söhne, Zeus Amphion und Theon Numa, und eine Tochter Mabel Isabel. Nach seiner Heirat ging er nach New South Wales und war in ähnlicher Position wie zuvor beschäftigt. Der Leiter der New South Wales Government Railways sagte über ihn: „Die Behörde zog beträchtlichen Nutzen aus Merfields Kenntnis der höheren Mathematik, hauptsächlich wenn ein kompliziertes Problem zu lösen war. Ein Denkmal seiner Arbeiten in dieser Richtung kann in den Formeln und Tabellen zur Auslegung von Übergangskurven und Federn gefunden werden, Daten, die jetzt universell bei der Eisenbahnkonstruktion angewandt werden.“
Schon frühzeitig war er an Astronomie interessiert und wurde bald als einer der fähigsten Berechner im ganzen Land anerkannt. Eine bemerkenswerte Leistung war die Bestimmung der Bahnelemente des Großen Kometen C/1901 G1 von 1901, die bis heute Gültigkeit haben. Merfield war ein guter Freund des Kometenentdeckers John Tebbutt und arbeitete viele Jahre mit ihm zusammen. Er korrespondierte nicht nur regelmäßig mit Tebbutt, sondern verfasste auch zahlreiche astronomische Veröffentlichungen und Artikel in Zeitschriften. Er galt zu seiner Zeit in Australien als unbestrittene Autorität zu Sonnenfinsternissen und erstellte alle lokalen Daten dazu.

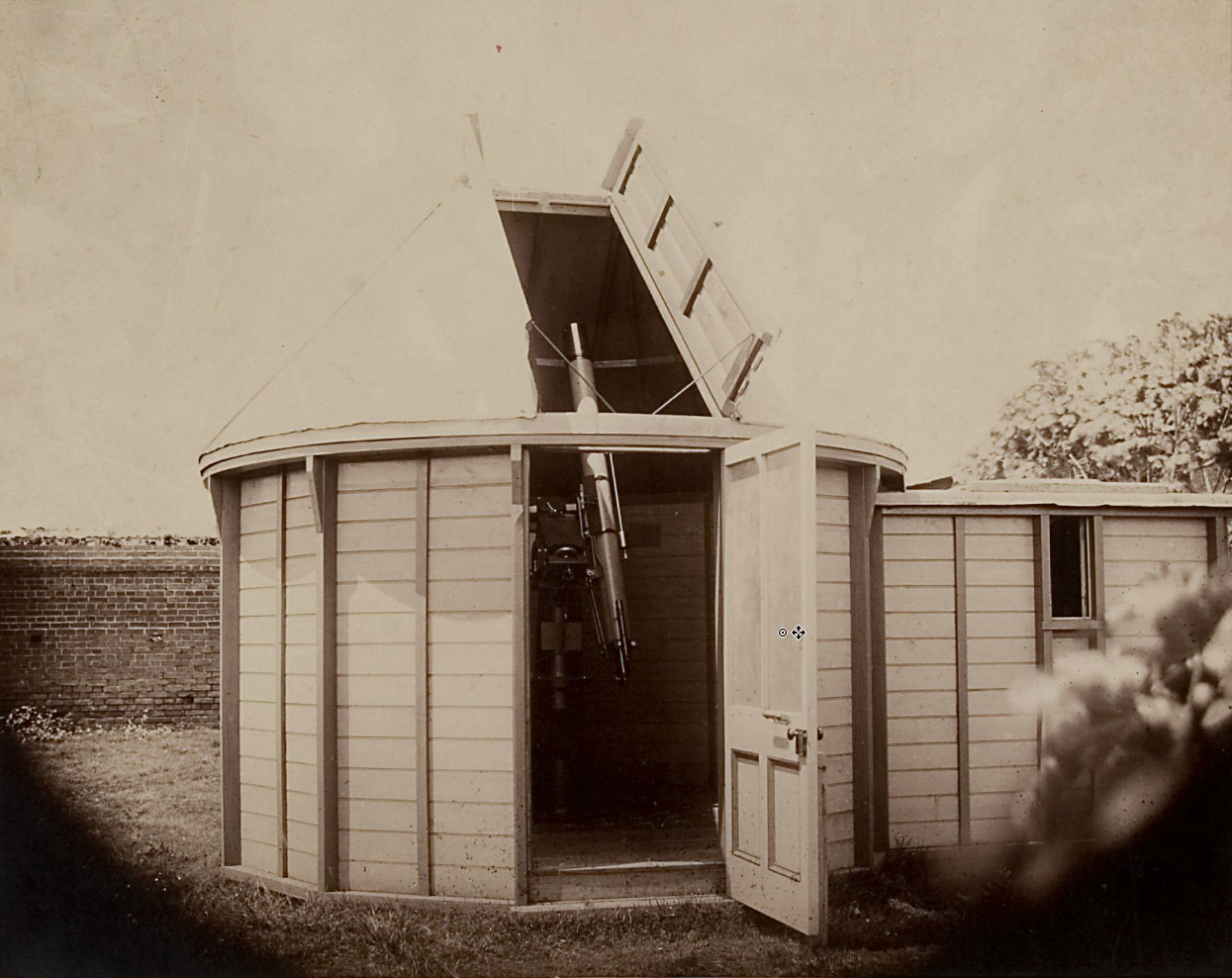
Die private Sternwarte von Charles J. Merfield

Er war bereits mehrfach kurzzeitig beim Sydney Observatory beschäftigt gewesen, wo er mit dem Commonwealth Meteorologen H. A. Hunt zusammenarbeitete und wechselte schließlich 1904 permanent von der Eisenbahnbehörde zum Regierungsobservatorium. Bei dieser Gelegenheit veräußerte er wohl seine private Sternwarte in Kempsey (New South Wales), die einen 10-Zoll-Reflektor, einen 6-Zoll-Refraktor, ein Passageninstrument u. a. beinhaltete.
Er veröffentlichte zahlreiche Artikel in den Monthly Notices of the Royal Astronomical Society und den Astronomischen Nachrichten über die Bahnstörungen von Asteroiden und zu den Bahnelementen verschiedener Kometen. 1907 war er ein Mitglied des Observatory Advisory Board, das vom Government Astronomer Henry Lenehan geleitet wurde, um einen neuen Standort für das Sydney-Observatorium zu suchen.
Nach Lenehans Tod wechselte Merfield 1908 an das Melbourne Observatorium unter P. Barrachi und  bekleidete später das Amt des Chief Assistant Astronomers unter dem Government Astronomer J. M. Baldwin.
1908 nahm er an der Expedition des Lick-Observatoriums zur Beobachtung der Sonnenfinsternis auf Flint Island teil, wo er Spektrogramme von der Korona und der Chromosphäre gewann. 1910 war er Teilnehmer an der Bruny Island Expedition nach Tasmanien, die erfolglos versuchte, dort die Sonnenfinsternis zu fotografieren. Auch an anderen Expeditionen nahm er teil.
Er bewohnte mit seiner Familie ein 1926/27 selbst gebautes Haus in Toorak und führte in späteren Jahren ein eher sesshaftes Leben. Nach seiner bevorstehenden Pensionierung im April 1931 beabsichtigte er die Ergebnisse der Forschungen zu veröffentlichen, an denen er leidenschaftlich gearbeitet hatte.
Er starb jedoch unerwartet am 23. Januar 1931 nach einem Autounfall. Er hatte einen Tag vor seinem Tod das Observatorium in Melbourne verlassen, um mit seinem jüngeren Sohn Theon nach Stawell zu fahren und dort eine Sonnenuhr zu errichten, die er selbst entworfen hatte. Kurz nach Ballarat geriet der Wagen ins Schleudern und überschlug sich. Merfield war sofort tot, sein Sohn erlitt Kopfverletzungen und lag mehrere Monate im Krankenhaus.

## Mitgliedschaften und Ämter
- Mitglied (Fellow) der Royal Astronomical Society (RAS)
- Mitglied der British Astronomical Association (BAA)
- 1906–1907 Präsident der New South Wales-Abteilung der BAA
- Mitglied des Astronomical Committee des Australian National Research Councils (ANRC), dem Vorgänger der Australian Academy of Science
- Gründung der Astronomical Society of Victoria und mehrjähriger Präsident derselben
- Präsident der Victorian State Service Professional Association